# Yemen en los Juegos Olímpicos de Río de Janeiro 2016
Yemen participa en los Juegos Olímpicos de 2016 en Río de Janeiro, Brasil, del 5 al 21 de agosto de 2016.
El yudoca Zeyad Mater fue el abanderado durante la ceremonia de apertura.

## Deportes
Atletismo
- Mohammed Rageh (1500 metros masculino)
- Hanin Thabit (200 metros femenino)

Judo
- Zeyad Mater (-73 kg masculino)

Natación
- Nooran Ba Matraf (100 metros estilo mariposa femenino)[4][5][6]